# Rayan Rupert
Rayan Rupert (Estrasburgo, Alsacia, 31 de mayo de 2004) es un baloncestista francés que pertenece a la plantilla de los Portland Trail Blazers de la NBA. Con 1,98 metros de estatura, juega en la posición de escolta. Es hijo del exjugador Thierry Rupert y hermano de la jugadora internacional Iliana Rupert.

## Trayectoria deportiva

### Primeros años
Siguiendo los pasos de su padre durante su carrera, obtuvo su primera licencia de jugador  en 2008 en el Élan Chalon. Un año más tarde, se unió al club JS Coulaines en Le Mans, donde jugó en minibasket. A la edad de 10 años se unió al SCM Le Mans, una asociación filial del Le Mans Sarthe Basket.
En 2018 ingresó al Centre Fédéral de Basket-Ball, un año antes de lo previsto. Primero jugó con el equipo cadete antes de evolucionar con el equipo júnior en NM1 de 2019 a 2022. En su última temporada en el equipo promedió 13,7 puntos, 3,4 rebotes y 2,4 asistencias por partido.

### Profesional
El 10 de junio de 2022 firmó con los New Zealand Breakers para la temporada 2022-23 de la NBL Australia como parte del programa Next Stars de la liga. En los Breakers habían jugado previamente sus compañeros franceses Hugo Besson y Ousmane Dieng, seleccionados en el draft de la NBA de 2022. Allí jugó una temporada, en la que promedió 5,9 puntos y 2,1 rebotes por partido.
Fue elegido en la cuadragésimo tercera posición del Draft de la NBA de 2023 por los Portland Trail Blazers.

## Estadísticas de su carrera en la NBA

### Temporada regular
| Año     | Equipo   | PJ | PT | MPP  | %TC  | %3P  | %TL  | RPP | APP | ROB | TPP | PPP |
| ------- | -------- | -- | -- | ---- | ---- | ---- | ---- | --- | --- | --- | --- | --- |
| 2023-24 | Portland | 39 | 12 | 16.2 | .335 | .359 | .760 | 2.4 | 1.6 | .3  | .1  | 4.0 |
| 2024-25 | Portland | 52 | 0  | 8.8  | .408 | .271 | .767 | 1.3 | .5  | .3  | .1  | 3.0 |
| Total   | Total    | 91 | 12 | 12.0 | .370 | .321 | .764 | 1.8 | 1.0 | .3  | .1  | 3.4 |